# Sonny Dallas
Sonny Dallas, auch Frank Dallas (* 27. Oktober 1931 in Rankin, Pennsylvania als Francis Dominic Joseph Dallas; † 22. Juli 2007 in Long Island, New York) war ein US-amerikanischer Jazz-Bassist und Musikpädagoge.
Sonny Dallas hatte schon mit acht Jahren professionelle Auftritte als Sänger; nach seinem Studium des Bassspiels bei Herman Clements war er Bassist beim Pittsburgher Symphonieorchester. Anfang der 1950er Jahre spielte er in den Orchestern von Charlie Spivak, Ray Eberle, Claude Thornhill und Les Elgart, bevor er 1956 nach New York ging. Dort arbeitete er mit Sal Salvador, Bobby Scott, Chet Baker, Buck Clayton, Lee Konitz/Warne Marsh, Phil Woods/Gene Quill, Zoot Sims/Al Cohn, Elvin Jones, Mary Lou Williams, Bill Evans, George Wallington, Jackie Paris und Lennie Tristano. Ende der 1960er Jahre zog er nach Long Island, erwarb den Abschluss als Master of Arts in Musikpädagogik und arbeitete fortan am Suffolk County Community College und dem Dowling College.

## Diskographische Hinweise
- Lee Konitz: Motion (Verve, 1961)
- Nat Pierce: The Ballad of Jazz Street (Hep Records, 1961)
- Lennie Tristano: Continuity (Jazz Records, 1958–64)
- Lennie Tristano: Note to Note (Jazz Records, 1964/65)
- Phil Woods: Warm Woods (Lonehill Jazz, 1957)